# Salmo
A Salmo a sugarasúszójú halak (Actinopterygii) osztályának lazacalakúak (Salmoniformes) rendjébe, ezen belül a lazacfélék (Salmonidae) családjába tartozó nem.

## Rendszerezés
A nembe az alábbi 46-49 faj tartozik (ezek közül kettő már kihalt):
- Salmo abanticus Tortonese, 1954
- Salmo akairos Delling & Doadrio, 2005
- Salmo aphelios Kottelat, 1997
- Salmo balcanicus (Karaman, 1927)
- Salmo carpio Linnaeus, 1758
- Salmo caspius Kessler, 1877
- ?Salmo cenerinus Nardo, 1847 - egyes rendszerező szerint azonos a Salmo marmoratusszal Cuvier, 1829
- Salmo cettii Rafinesque, 1810
- Salmo chilo Turan, Kottelat & Engin, 2012
- Salmo ciscaucasicus Dorofeeva, 1967
- Salmo coruhensis Turan, Kottelat & Engin, 2010
- Salmo dentex (Heckel, 1851)
- Salmo euphrataeus Turan, Kottelat & Engin, 2014
- Salmo ezenami Berg, 1948
- Salmo farioides Karaman, 1938
- Salmo ferox Jardine, 1835
- Salmo fibreni Zerunian & Gandolfi, 1990
- örmény pisztráng (Salmo ischchan) Kessler, 1877
- Salmo kottelati Turan, Doğan, Kaya & Kanyılmaz, 2014
- Salmo labecula Turan, Kottelat & Engin, 2012
- Salmo labrax Pallas, 1814
- ohridi pisztráng (Salmo letnica) (Karaman, 1924)
- Salmo lourosensis Delling, 2011
- Salmo lumi Poljakov, Filipi, Basho & Hysenaj, 1958
- Salmo macedonicus (Karaman, 1924)
- Salmo macrostigma (Duméril, 1858)
- márványos pisztráng (Salmo marmoratus) Cuvier, 1829
- Salmo montenigrinus (Karaman, 1933)
- Salmo multipunctata Doadrio, Perea & Yahyaoui, 2015
- Salmo nigripinnis Günther, 1866
- dalmát pisztráng (Salmo obtusirostris) (Heckel, 1851)
- Salmo ohridanus Steindachner, 1892
- Salmo okumusi Turan, Kottelat & Engin, 2014
- Salmo opimus Turan, Kottelat & Engin, 2012
- †Salmo pallaryi Pellegrin, 1924
- Salmo pelagonicus Karaman, 1938
- Salmo peristericus Karaman, 1938
- török pisztráng (Salmo platycephalus) Behnke, 1968
- Salmo rhodanensis Fowler, 1974
- Salmo rizeensis Turan, Kottelat & Engin, 2010
- lazac (Salmo salar) Linnaeus, 1758 - típusfaj
- †Salmo schiefermuelleri Bloch, 1784
- Salmo stomachicus Günther, 1866
- Salmo taleri (Karaman, 1933)
- Salmo tigridis Turan, Kottelat & Bektaş, 2011
- sebes pisztráng (Salmo trutta) Linnaeus, 1758
- Salmo viridis Doadrio, Perea & Yahyaoui, 2015
- ?Salmo visovacensis Taler, 1950 - meglehet, hogy egy másik faj elszigetelt állománya
- ?Salmo zrmanjaensis Karaman, 1938 - meglehet, hogy egy másik faj elszigetelt állománya